# Santamartaskogssångare
Santamartaskogssångare (Myiothlypis basilica) är en hotad fågelart i familjen skogssångare. Den förekommer enbart i bergsområdet Sierra Nevada de Santa Marta i nordöstra Colombia.

## Utseende och läte
Santamartaskogssångaren är en 14 cm spektakulärt tecknad medlem av familjen. Ovansidan är olivgrun, undersidan gul. Huvuden är distinkt tecknat i svart och vitt. Lätet består av en kort, svag drill. Sången har inte dokumenterats.

## Utbredning och systematik
Fågeln förekommer enbart i Sierra Nevada de Santa Marta-bergen, i nordöstra Colombia. Den behandlas som monotypisk, det vill säga att den inte delas in i några underarter.

## Status
Santamartaskogssångaren har ett mycket begränsat utbredningsområde och en liten världspopulation som uppskattats bestå av endast 1000 till 3000 vuxna individer. Beståndet anses dock vara stabilt. Internationella naturvårdsunionen IUCN kategoriserar arten som nära hotad.